# Kostel svatého Linharta (Vysoké Žibřidovice)
Kostel svatého Linharta ve Vysokých Žibřidovicích je barokní stavba z počátku 18. století. Kostel byl v roce 1964 zapsán na seznam kulturních památek. Jde o cennou památku barokní architektury s mimořádně hodnotným barokním mobiliářem.

## Historie
V podhorské vsi byla již v 16. století fara, ale zanikla za třicetileté války. Na místě staršího dřevěného kostela byl v letech 1714–1721 vystavěn nový kostel zasvěcený sv. Linhartovi. V roce 1735 byla u kostela zřízena škola a v roce 1784 byla obnovena fara.

## Architektura

### Exteriér
Kostel je samostatně stojící jednolodní stavba v půdorysu kříže a kvadratickou věží vestavěnou v západním průčelí, kde je i vlastní vstup s pískovcovým portálem. Nad oknem západního průčelí je zavěšena kartuše s lichtenštejnským znakem s knížecí korunou a reliéfem Řádu zlatého rouna. Kostel je obehnán ohradní zdí.
Součástí areálu kostela je empírový rustikální litinový kříž z roku 1839 na kamenném podstavci se dvěma klečícími anděli a s reliéfy Vítězného Krista, sv. Jana Evangelisty a Máří Magdalény.

### Interiér
Loď kostela je nezvykle vysoká s valenou klenbou a lunetami. Ve vrcholu klenby mezi lunetami jsou štuková zrcadla. Presbytář je výrazně užší, oddělený plným vítězným obloukem, v podhledu pokrytým ornamentální výmalbou. Ve vrcholu oblouku je v medailonu obraz beránka s korouhví, po stranách v medailonech obrazy světců. Kněžiště je zdobeno nástěnnými obrazy Krista na kříži, svatého Petra a Pavla a čtyř evangelistů – datováno rokem 1757.
Výjimečným dílem je hlavní oltář, na jehož sochařské výzdobě se autorsky podílel moravskotřebovský sochař Severin Tischler.